# Wydział Lekarsko-Stomatologiczny Pomorskiego Uniwersytetu Medycznego w Szczecinie
Wydział Lekarsko-Stomatologiczny Pomorskiego Uniwersytetu Medycznego w Szczecinie – jeden z czterech wydziałów Pomorskiego Uniwersytetu Medycznego w Szczecinie. Jego siedziba znajduje się przy ul. Rybackiej 1 w Szczecinie.

## Struktura
- Katedra Położnictwa, Ginekologii i Neonatologii:
  - Klinika Położnictwa i Ginekologii
  - Klinika Patologii Noworodka
- Katedra Stomatologii Zachowawczej i Periodontologii:
  - Zakład Stomatologii Zachowawczej
  - Zakład Stomatologii Dziecięcej
  - Zakład Periodontologii
- Katedra i Klinika Chirurgii Dziecięcej i Onkologicznej
- Katedra i Klinika Kardiochirurgii
- Katedra i Klinika Neurochirurgii
- Katedra i Klinika Neurologii
- Katedra i Klinika Otolaryngologii i Onkologii Laryngologicznej
- Katedra i Zakład Anatomii Prawidłowej i Klinicznej
- Katedra i Zakład Ortodoncji
- Katedra i Zakład Protetyki Stomatologicznej
- Katedra i Zakład Radiologii Ogólnej i Stomatologicznej
- Katedra i Zakład Stomatologii Ogólnej
- Klinika Chirurgii Ogólnej i Onkologicznej
- Klinika Chirurgii Szczękowo-Twarzowej
- Klinika Reumatologii i Chorób Wewnętrznych
- Zakład Chirurgii Stomatologicznej
- Zakład Historii Medycyny i Etyki Lekarskiej
- Zakład Propedeutyki i Fizykodiagnostyki Stomatologicznej
- Samodzielna Pracownia Rehabilitacji Pooperacyjnej Chirurgii Szczękowo-Twarzowej
- Studium Doktoranckie

## Kierunki studiów
- kierunek Lekarsko – dentystyczny
- Higiena dentystyczna

## Władze
- Dziekan: dr hab. n. med. Katarzyna Grocholewicz
- Prodziekan ds. studentów programu polskojęzycznego:  dr hab. n. med. Ewa Sobolewska
- Prodziekan ds. studentów programu anglojęzycznego: dr hab. n. med. Katarzyna Sporniak-Tutak